# ألكسيس ميشيل
ألكسيس ميشيل (بالإنجليزية: Alexis Michelle) هو مغني أمريكي، ولد في 16 أكتوبر 1984 في نيويورك في الولايات المتحدة.